# Saint-Laurent-d'Onay
Pour les articles homonymes, voir Saint-Laurent.
Saint-Laurent-d'Onay est une commune française située dans le département de la Drôme, en région Auvergne-Rhône-Alpes.

## Géographie

### Localisation
Saint-Laurent-d'Onay est située à 19 km au nord de Romans-sur-Isère (chef-lieu du canton), à 30 km à l'est de Saint-Vallier et à 30 km au nord-est de Tain-l'Hermitage.

### Climat
Pour des articles plus généraux, voir Climat d'Auvergne-Rhône-Alpes et Climat de la Drôme.
En 2010, le climat de la commune est de type climat océanique altéré, selon une étude du Centre national de la recherche scientifique s'appuyant sur une série de données couvrant la période 1971-2000. En 2020, Météo-France publie une typologie des climats de la France métropolitaine dans laquelle la commune est exposée à un climat de montagne ou de marges de montagne et est dans la région climatique  Moyenne vallée du Rhône, caractérisée par un bon ensoleillement en été (fraction d’insolation > 60 %), une forte amplitude thermique annuelle (4 à 20 °C), un air sec en toutes saisons, orageux en été, des vents forts (mistral), une pluviométrie élevée en automne (250 à 300 mm). 
Pour la période 1971-2000, la température annuelle moyenne est de 11,3 °C, avec une amplitude thermique annuelle de 17,5 °C. Le cumul annuel moyen de précipitations est de 1 008 mm, avec 8,5 jours de précipitations en janvier et 6,1 jours en juillet. Pour la période 1991-2020, la température moyenne annuelle observée sur la station météorologique de Météo-France la plus proche, « Saint-Christophe-L_sapc », sur la commune de Saint-Christophe-et-le-Laris à 4 km à vol d'oiseau, est de 11,9 °C et le cumul annuel moyen de précipitations est de 1 004,4 mm,. Pour l'avenir, les paramètres climatiques de la commune estimés pour 2050 selon différents scénarios d'émission de gaz à effet de serre sont consultables sur un site dédié publié par Météo-France en novembre 2022.

## Urbanisme

### Typologie
Au 1er janvier 2024, Saint-Laurent-d'Onay est catégorisée commune rurale à habitat très dispersé, selon la nouvelle grille communale de densité à 7 niveaux définie par l'Insee en 2022.
Elle est située hors unité urbaine. Par ailleurs la commune fait partie de l'aire d'attraction de Romans-sur-Isère, dont elle est une commune de la couronne,. Cette aire, qui regroupe 30 communes, est catégorisée dans les aires de 50 000 à moins de 200 000 habitants,.

### Occupation des sols
L'occupation des sols de la commune, telle qu'elle ressort de la base de données européenne d’occupation biophysique des sols Corine Land Cover (CLC), est marquée par l'importance des territoires agricoles (63 % en 2018), une proportion identique à celle de 1990 (63 %). La répartition détaillée en 2018 est la suivante : 
forêts (37 %), zones agricoles hétérogènes (23,4 %), terres arables (21,3 %), prairies (18,3 %). L'évolution de l’occupation des sols de la commune et de ses infrastructures peut être observée sur les différentes représentations cartographiques du territoire : la carte de Cassini (XVIIIe siècle), la carte d'état-major (1820-1866) et les cartes ou photos aériennes de l'IGN pour la période actuelle (1950 à aujourd'hui).

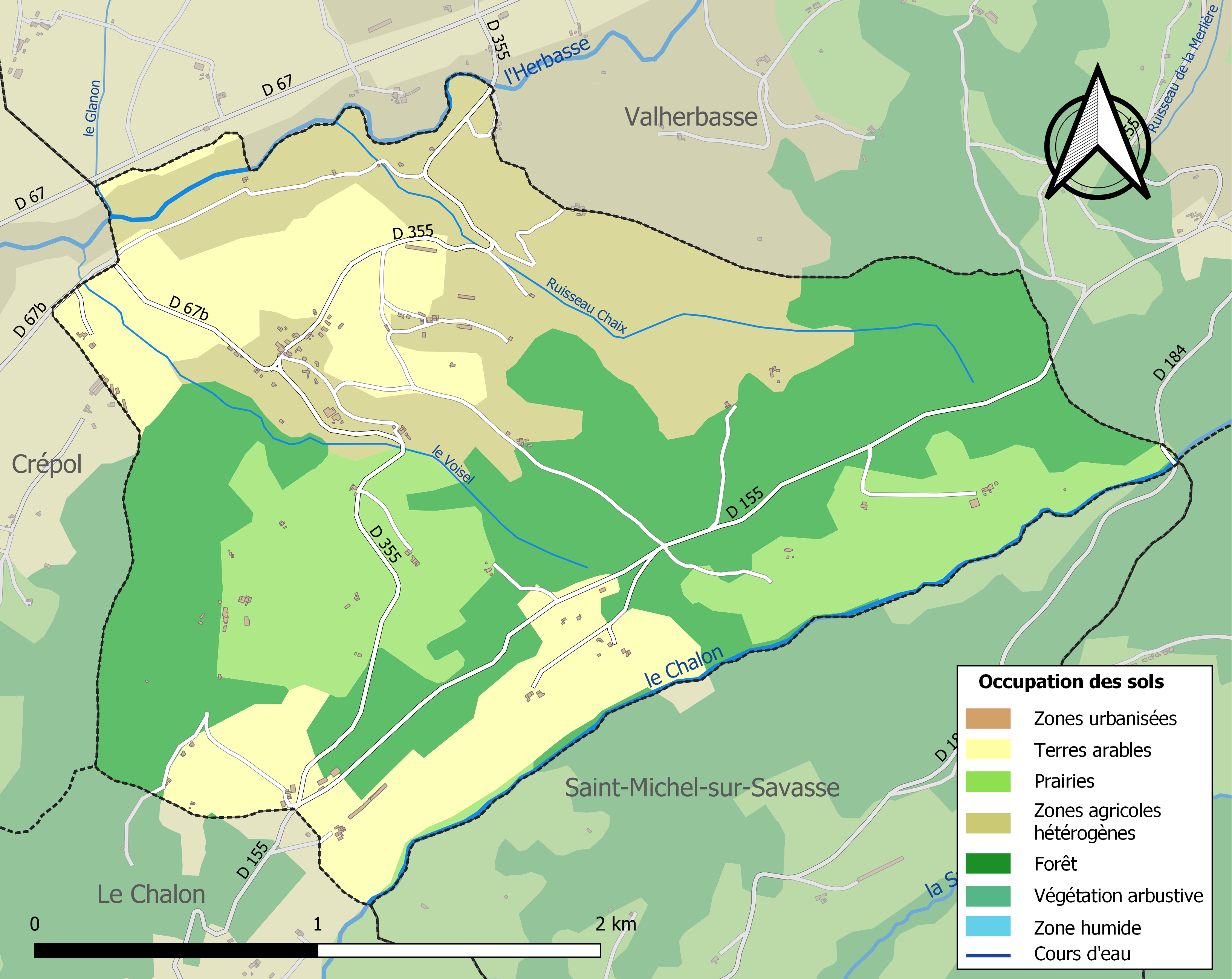
Carte des infrastructures et de l'occupation des sols de la commune en 2018 (CLC).

## Toponymie

### Attestations
Dictionnaire topographique du département de la Drôme :
- (non daté) : Alnaïchum (cartulaire de Romans, 226).
- XVe siècle : Honay (terrier de Parnans).
- XVe siècle : mention de l'église Saint-Martin : ecclesia Sancti Martyni de Alnaïco (cartulaire de Romans, 227).
- 1461 : mention de la paroisse : parrochia d'Onnay (archives de la Drôme, E 3657).
- 1502 : mention de la paroisse : parrochia Oneyci (inventaire de Chaponnay).
- 1507 : Honaycium (terrier de Parnans, 2313).
- 1521 : mention de l'église Saint-Martin : ecclesia Sancti Martini Dyonai (pouillé de Vienne).
- 1550 : Onney (Combe, notaire à Saint-Martin-en-Vercors).
- XVIIIe siècle : Aunay (Cassini).
- 1788 : Saint-Martin d'Onay (Alman. du Dauphiné).
- 1891 : Onay, commune du canton de Romans.

(non daté)[réf. nécessaire] : Saint-Laurent-d'Onay (voir Saint-Laurent).

## Histoire

### Du Moyen Âge à la Révolution
(non daté)[réf. nécessaire] : des sarcophages ont été découverts autour de l'église.
La seigneurie : au point de vue féodal, Onay était probablement un des deux fiefs (ou maison) dont se composait, au XIIIe siècle, la terre de Miribel : duos domos superiores casiri de Mirabello in Valle Clarensi, 1253 (Actes capit. de Vienne, 97). Dans tous les cas, elle fit toujours partie de la terre et seigneurie de ce nom (voir Miribel).
Avant 1790, Onay était une communauté de l'élection et subdélégation de Romans et du bailliage de Saint-Marcellin.

Elle formait une paroisse du diocèse de Vienne, dont l'église était dédiée à saint Martin et dont les dimes appartenaient au chapitre de Romans, qui présentait à la cure.

#### Saint-Laurent
Dictionnaire topographique du département de la Drôme :
- 1143 : mention de la paroisse Saint-Laurent : parrochia Sancti Laurenti (cartulaire de Romans, 261).
- XVIIIe siècle : Saint Laurent sur l'Herbasse (archives de la Drôme, fonds de Saint-Barnard [de Romans]).
- 1891 : Saint-Laurent, chapelle et quartier de la commune d'Onay.

La chapelle, qui dépendait de la cure de Crépol avant 1790, était autrefois le chef-lieu d'une paroisse du diocèse de Vienne, comprenant la plus grande partie de la commune d'Onay, et supprimée dès le XIVe siècle.

### De la Révolution à nos jours
En 1790, la communauté d'Onay forme, conjointement avec Miribel, une municipalité du canton de Montmiral. La réorganisation de l'an VIII (1799-1800) en fait une commune distincte du canton de Romans.

## Politique et administration

### Liste des maires
| Période                                  | Période  | Identité     | Étiquette | Qualité  |
| ---------------------------------------- | -------- | ------------ | --------- | -------- |
| Les données manquantes sont à compléter. |          |              |           |          |
| mars 2001                                | En cours | Serge Masson | DVG       | retraité |

## Population et société

### Démographie
L'évolution du nombre d'habitants est connue à travers les recensements de la population effectués dans la commune depuis 1793. Pour les communes de moins de 10 000 habitants, une enquête de recensement portant sur toute la population est réalisée tous les cinq ans, les populations de référence des années intermédiaires étant quant à elles estimées par interpolation ou extrapolation. Pour la commune, le premier recensement exhaustif entrant dans le cadre du nouveau dispositif a été réalisé en 2008.

En 2022, la commune comptait 157 habitants, en évolution de +3,29 % par rapport à 2016 (Drôme : +2,64 %, France hors Mayotte : +2,11 %).
| 1793 | 1800 | 1806 | 1821 | 1831 | 1836 | 1841 | 1846 | 1851 |
| ---- | ---- | ---- | ---- | ---- | ---- | ---- | ---- | ---- |
| 585  | 221  | 312  | 307  | 315  | 311  | 343  | 342  | 330  |

| 1856 | 1861 | 1866 | 1872 | 1876 | 1881 | 1886 | 1891 | 1896 |
| ---- | ---- | ---- | ---- | ---- | ---- | ---- | ---- | ---- |
| 330  | 310  | 303  | 300  | 302  | 313  | 262  | 242  | 250  |

| 1901 | 1906 | 1911 | 1921 | 1926 | 1931 | 1936 | 1946 | 1954 |
| ---- | ---- | ---- | ---- | ---- | ---- | ---- | ---- | ---- |
| 244  | 259  | 236  | 235  | 191  | 182  | 168  | 168  | 123  |

| 1962 | 1968 | 1975 | 1982 | 1990 | 1999 | 2006 | 2008 | 2013 |
| ---- | ---- | ---- | ---- | ---- | ---- | ---- | ---- | ---- |
| 113  | 120  | 98   | 92   | 111  | 107  | 126  | 131  | 152  |

| 2018 | 2022 | - | - | - | - | - | - | - |
| ---- | ---- | - | - | - | - | - | - | - |
| 155  | 157  | - | - | - | - | - | - | - |

### Enseignement
La commune relève de l’académie de Grenoble.

### Manifestations culturelles et festivités
Une fête du poulet se déroule chaque année à Saint-Laurent-d'Onay à la mi-juillet,.

### Cultes
La communauté catholique et l'église paroissiale (propriété de la commune) sont rattachées à la paroisse Notre Dame des Collines de l’Herbasse, elle-même relevant du diocèse de Valence.

## Économie
En 1992 : pâturages (bovins, ovins), bois, céréales.

## Culture locale et patrimoine

### Lieux et monuments
- Église Saint-Laurent de Saint-Laurent-d'Onay, médiévale[13].
- Vieilles maisons[13].
- Ferme forte[13].

### Héraldique, logotype et devise
|  | Saint-Laurent-d'Onay possède des armoiries dont l'origine et le blasonnement exact ne sont pas disponibles. |